# Dark Blood
Dark Blood é um filme de 1993 do gênero suspense. Dirigido por George Sluizer, em uma co-produção dos Estados Unidos, Reino Unido e Holanda, o filme é estrelado por River Phoenix, Judy Davis e Jonathan Pryce.
Com a morte de River Phoenix, em 31 de outubro de 1993 (este é o último filme do ator), a produção do filme foi interrompida e quase duas décadas depois, o diretor Sluizer concluiu o longa metragem, em janeiro de 2012, e neste mesmo ano houve o seu lançamento, ocorrido na 32ª edição do Nederlands Film Festival (um festival de cinema na Holanda).
A principal locação das filmagens foi no Novo México, Estados Unidos.

## Sinopse
Phoenix interpreta um jovem viúvo (o garoto) que vive sozinho em um deserto, após a morte de sua esposa, em decorrência de um câncer ocasionado pelos testes nucleares. Em meio a sua solidão e amargura, o garoto socorre um casal, em lua de mel, que esta com o carro quebrado e é quando ele se apaixona pela recém-casada (Judy Davis), sequestrando-a. 

## Elenco
- River Phoenix ... garoto
- Jonathan Pryce ... Harry Fisher
- Judy Davis ... Buffy